# Schneidersgraben
Der Schneidersgraben im Rothaargebirge ist ein ca. 1 km langer, orographisch linker Zufluss der Oster im Hochsauerlandkreis in Nordrhein-Westfalen.

## Verlauf
Der Schneidersgraben entspringt ca. 380 m südöstlich vom Gipfel des Osterkopfes Naturschutzgebiet im Bergland Wittgenstein (SI-089) auf etwa 665 m. ü. NHN knapp unterhalb des Astenweges. Der Bach verläuft zunächst in südwestlicher Richtung durch Mischwald. Nach ca. 580 m mündet aus einem engen Seitental linksseitig ein namenloser Bach ein und der Schneidersgraben wendet sich nach Nordosten. Nach etwa einem Kilometer mündet der Schneidersgraben linksseitig in die Oster, die schließlich im Ort Girkhausen in die Odeborn fließt.